# 알프마리팀주의 아롱디스망
알프마리팀주의 아롱디스망에는 총 2개가 있다.
- 그라스 아롱디스망 (준주도 : 그라스)은 19개의 캉통과 62개의 코뮌이 속해 있다.
- 니스 아롱디스망 (알프미리팀 주의 주도 : 니스)은 33개의 캉통과 101개의 코뮌이 속해 있다.

## 역사
- 1793년 : 망통, 니스, 퓌제테니에르 구 등 3개의 디스트리크와 함께 알프마리팀 주가 생성됨
- 1794년 : 망통 구가 포르데르퀼 구 (모나코)로 변경
- 1800년 : 니스, 모나코, 퓌제테니에르 아롱디스망 설치
- 1805년 : 산레모 아롱디스망 설치, 모나코 아롱디스망 폐지
- 1814년 : 알프마리팀 주가 프랑스로 양도됨
- 1860년 : 니스, 그라스, 퓌제테니에르 아롱디스망과 함께 알프마리팀 주가 다시 생성됨
- 1926년 : 퓌제테니에르 아롱디스망 폐지